# Montfa (Tarn)
Montfa é uma comuna francesa na região administrativa da Occitânia, no departamento de Tarn. Estende-se por uma área de 10.69 km², e possui 488 habitantes, segundo o censo de 2018, com uma densidade de 46 hab/km².